# Дерен-Джилга
Дере́н-Джилга́ (также Аши́-Джилга́, укр. Дерен-Джилга, крымскотат. Deren Cılğa, Дерен Джылгъа) — маловодная река (балка) в Крыму, на территории Белогорского района, левый приток реки Сарысу. Длина водотока 10 километров, площадь водосборного бассейна 30 км².

## География
Исток реки находится к северу от села Зеленогорское, течёт в северо-восточном направлении. У реки 6 безымянных притоков, водоохранная зона установлена в 100 м, на Дерен-Джилге устроено 4 рыбоводных пруда площадью 1,13, 0,44, 1,29 и 2,5 гектара. Река впадает в Сарысу в 5 километрах от устья в границе города Белогорск (в бывшем селе Новиково).